# Cenwalh van Wessex
Cenwalh (ook Cenwealh, Cenuualch, Cenuualh, Cenwalch, Cenwall, Coenwalh, Coinualch, Cynewalc, Cynewalh, Kenwealh, Kynewalh, enz. genoemd; ? - 672/673) was van 642 tot 672/673, met een onderbreking van 645 tot 648, koning van de Gewissæ, een volksgroep, die in de late 7e eeuw als de "West-Saksen" het Angelsaksische koninkrijk Wessex zouden stichten.

## Leven

Kaart met de veldslagen van Penda van Mercia (slag bij Cirencester: onderaan).

### Familie
Hij was afkomstig uit het huis Wessex en was een zoon van Cynegils. Cenwalh was twee keer getrouwd, eerst met een zus van koning Penda van Mercia, die hij in 645 verstootte om vervolgens te trouwen met Seaxburg. Er zijn geen nakomelingen van Cenwalh bekend.

### Jeugd
De slag bij Cirencester in 628 tegen de opkomende Penda van Mercia, verliep weinig succesvol voor zijn vader en eindigde met een vredesverdrag. Dit verdrag voorzag  blijkbaar het huwelijk van Cenwalh met de zus van Penda. Ook de hegemonie over de regio rond Cirencester in het koninkrijk Hwicce, waar zowel Angelen als Saksen zich vestigden, ging over in de handen van Mercia. Daarin lijkt een van de redenen voor de zuidwaartse expansie van de Gewissæ te liggen. Deze slag was het begin van de rivaliteit tussen Wessex en Mercia, die tot in de 9e eeuw zou aanslepen.

### Heerschappij
Cenwalh volgde zijn vader Cynegils in 642 op de troon op. In 645 overviel koning Penda van Mercia de Gewissæ opnieuw, omdat, aldus Beda Venerabilis, Cenwalh zijn vrouw, Penda's zus, had verstoten. Cenwalh vluchtte naar het hof van koning Anna van East Anglia, die een vijand van Penda was. Tijdens zijn ballingschap werd Cenwalh, die in tegenstelling tot zijn vader en zijn broer nog niet was gedoopt, door Anna in 646 tot het christendom bekeerd en door bisschop Felix gedoopt. Wie tijdens zijn ballingschap de heerschappij over zijn Koninkrijk uitgeoefend, is niet geweten. Mogelijkerwijs regeerde Cenberht, de vader van de toekomstige koning Cædwalla, in die tijd.
In 648 slaagde Cenwalh er onder onbekende omstandigheden in terug aan de macht te komen. Zijn neef Cuthred, de zoon van zijn in 636 overleden broer Cwichelm, liet waarschijnlijk ook zijn aanspraken op de troon gelden. Cenwalh schonk in 648 grote landerijen (3000 hidas groot) bij Ashdown in Berkshire, een tussen de Gewissæ en Mercia betwist gebied, aan Cuthred. Het gebied stemde overeen met bijna de helft van een koninkrijk als Lindsey, Sussex of Essex. Cuthred en ook Cenberht lijken subreguli ("onderkoningen") te zijn geweest. Toen bisschop Birinus in 650 overleed, stelde Cenwalh Agilbert, een Frank, die in Ierland had gestudeerd, aan als nieuwe bisschop in Dorchester-on-Thames. Met Northumbria onderhield Cenwalh, evenals zijn vader goede contacten. De gemeenschappelijke vijandschap met Mercia, maar ook de banden van de Westsaksische bisschop Agilbert met de Northumbrische clerus, maakte het Cenwalh mogelijk een verzoening tussen de onderkoning Ealhfrith van Deira (656-664) met bisschop Wilfrid van York te bewerkstelligen.
In 652 vocht Cenwalh een slag uit bij Bradford-on-Avon. Zijn vijanden en de achtergronden van de slag zijn niet overgeleverd, doch is een confrontatie met Mercia waarschijnlijker dan een gevecht tegen de Britten. In 658 sloeg Cenwalh de Walas (Britten) bij Peonnan (onzeker, vermoedelijk Penselwood in Somerset) op de vlucht en hij achtervolgde hen tot aan de rivier de Parrett. Ondanks deze overwinning escaleerde de situatie op de Noordelijke grens en leidde tot een verplaatsing van haar invloedssfeer naar het zuidwesten. Het Jutse zuidelijke Hampshire en de Britse gebieden in westelijk Wiltshire, Dorset en Somerset vielen vermoedelijk tijdens Cenwalhs regering toe aan de Gewissæ.

Kaart van het koninkrijk Wessex met de liggingen van de kloosters.

Rond 660 stichtte Cenwalh een nieuw bisdom in Winchester en stelde Wina (660-663) als haar eerste bisschop aan. Het was voor Cenwalh blijkbaar niet meer mogelijk, het gebied van de Opper-Thames te beschermen. Bisschop Agilbert verliet Engeland in 660. In 661 viel koning Wulfhere van Mercia Wessex binnen. Cenwalh bereidde zich bij Posentesbyrg (locatie onbekend) voor op de slag. Door Wulfhere achtervolgt, moest hij zich echter tot in Ashdown in Berkshire terugtrekken. Cenwalh brouilleerde zich rond 663 met bisschop Wina, die naar Wulfhere van Mercia vluchtte. De Gewissæ bleven enkele jaren zonder bisschop, totdat Cenwalh Agilbert tot een terugkeer wou bewegen. Deze was intussen bisschop van Parijs geworden, maar regelde het zo dat zijn neef Leuthhere in 670 in zijn plaats tot bisschop werd benoemd en door aartsbisschop Theodorus van Canterbury werd gewijd. Cenwalh genoot in Winchester hoog aanzien, doch zijn de landschenkingen bij gelegenheid van de oprichting van het bisdom niet door middel van contemporaine charters geattesteerd. De oorspronkelijke, aan Sint-Pieter gewijde "Church of Old Minster" kon echter door archeologische opgravingen worden aangetoond een streng geometrische stenen kerk uit zijn tijd te zijn geweest. Ook latere oorkonden verwijzen terug naar Cenwalhs stichting.
Het klooster "Sherborne Abbey" in Sherborne (Dorset) ging waarschijnlijk terug op een door Cenwalh gestichte kerk terug. De echtheid van een desbetreffend charter, is echter omstreden. In Sherborne, het voormalige Britse Lanprobus, stond reeds in de tijd voor de Saksen een kerk. Een charter uit 670 getuigt van een landschenking aan Beorhtwald, abt van de Glastonbury Abbey, maar is waarschijnlijk een vervalsing. In 672 nam Cenwalh voor enige tijd van Benedictus Biscop op aan zijn hof, die meteen van zijn vierde reis uit Rome naar Engeland was teruggekeerd.
Volgens de Angelsaksische kroniek stierf Cenwalh in 672 en nam zijn weduwe Seaxburg een jaar lang de regering op zich. Zij schijnt, wat uniek lijkt te zijn in de Angelsaksische geschiedenis, niet als regentes, maar uit eigen recht te hebben geheerst. Zij is de enige koningin die in de Angelsaksische koningslijsten wordt genoemd. Beda bericht daarentegen, dat het rijk na Cenwalhs dood tussen onderkoningen was opgedeeld. Deze rijksdeling lijkt waarschijnlijker te zijn.